# Frieda Belinfante

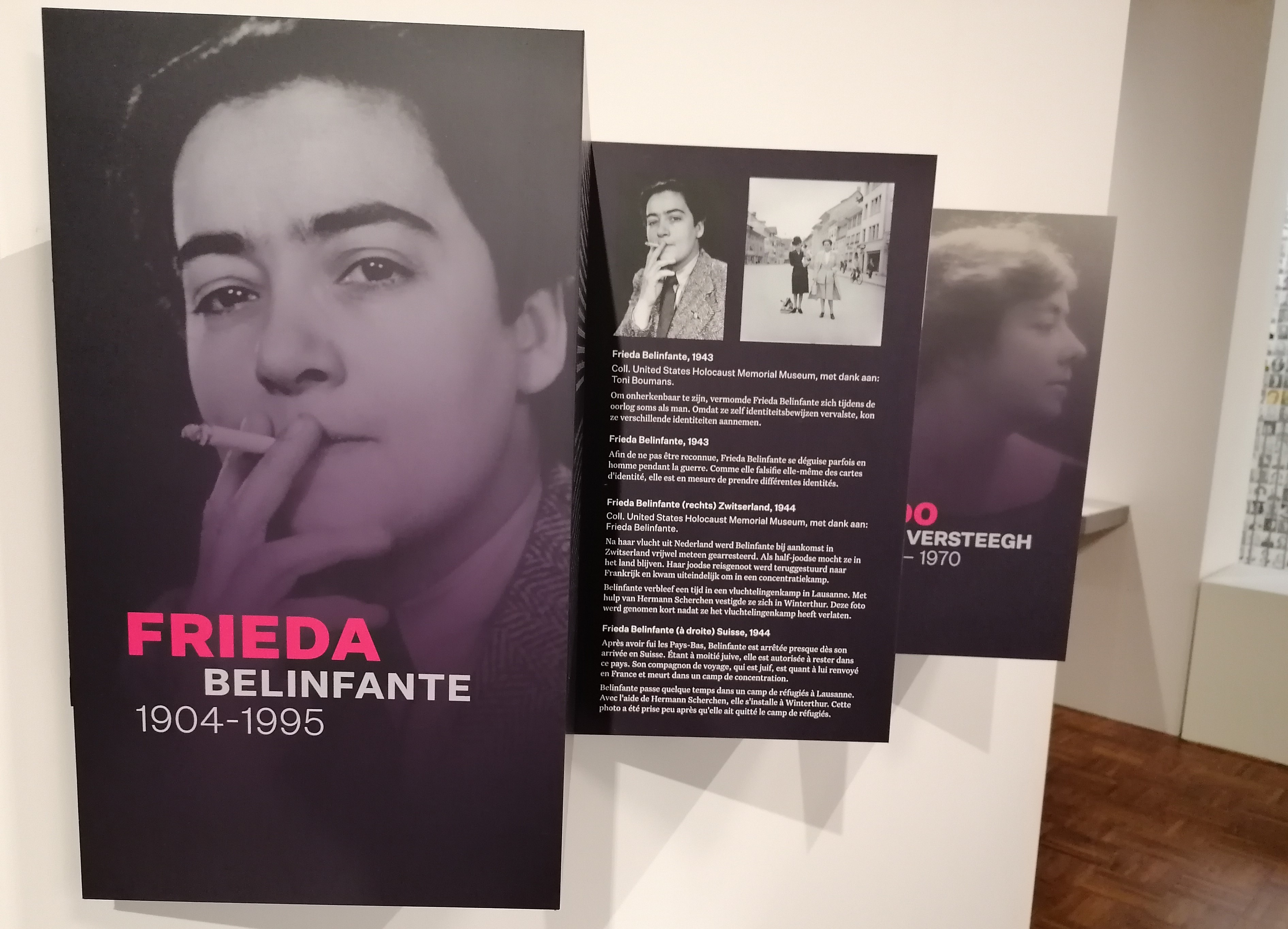
Paneel over Frieda Belinfante met een foto van haar als man vermomd uit 1943 in de expo "Homo’s en lesbiennes in nazi-Europa" tijdelijk getoond in Kazerne Dossin in Mechelen.

Frieda Belinfante (Amsterdam, 10 mei 1904 – Santa Fe, New Mexico, 5 maart 1995) was een Nederlands celliste en dirigente die in 1955 Amerikaans staatsburger werd. Tijdens de Tweede Wereldoorlog was ze actief in het verzet.

## Levensloop

### Voor de oorlog

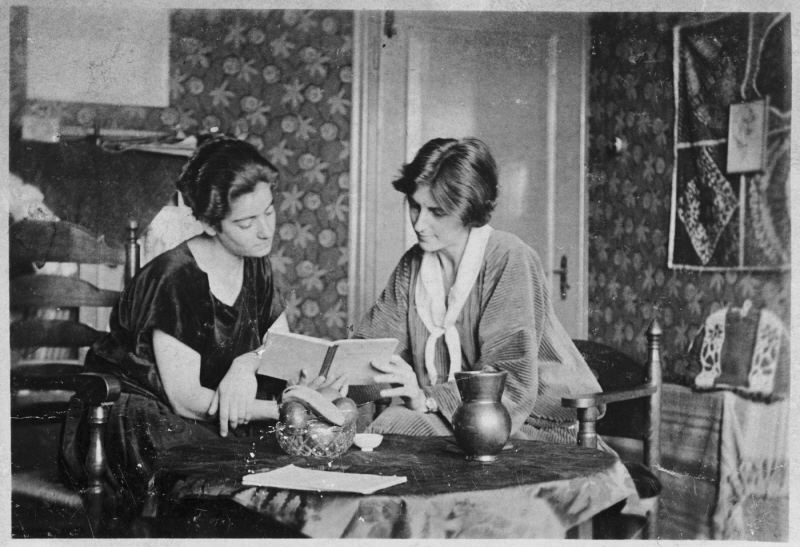
Frieda Belinfante (links) en haar partner Henriëtte Bosmans (ca. 1927-1929)

Belinfante was een dochter van de Amsterdamse pianist en muziekschooleigenaar Ary Belinfante. Haar vader was joods, haar moeder niet. Op haar negende begon ze op aandringen van haar vader met celloles. In 1920 trad ze, samen met haar vader, voor het eerst voor publiek op. Een jaar later leerde ze de componiste Henriëtte Bosmans kennen, met wie ze van 1922 tot 1929 samenwoonde. Belinfante was in deze periode eerste celliste bij de Haarlemsche Orkest Vereeniging en was daarna werkzaam bij verschillende bioscooporkesten. Met Bosmans en de fluitist Johan Feltkamp trad ze op als het Amsterdamsch Trio. Na de beëindiging van de relatie met Bosmans trad Belinfante, ondanks haar lesbische geaardheid, in 1930 in het huwelijk met Feltkamp. Deze verbintenis hield stand tot 1936. In de jaren dertig had Belinfante ook enige tijd een relatie met de kunstschilderes Dorry Kahn.
Vanaf ongeveer 1935 was Belinfante tevens werkzaam als dirigent. Aanvankelijk leidde ze een jeugdorkest, later dirigeerde ze het vrouwenkoor en het Sweelinck-orkest van de Gemeentelijke Universiteit in Amsterdam. In 1938 trad ze met haar eigen Het Kleine Orkest op in het Amsterdamse Concertgebouw. In datzelfde jaar nam ze deel aan een door Hermann Scherchen georganiseerd dirigentenconcours. Belinfante was de enige vrouwelijke deelnemer en won de eerste prijs. Een optreden als gastdirigente bij het Orchestre de la Suisse Romande vond echter geen doorgang wegens het uitbreken van de Tweede Wereldoorlog in 1939. Kort na de Duitse inval in 1940 hief ze Het Kleine Orkest, waarin ook joodse muzikanten zaten, op. Belinfante trad tot begin 1942 op. Ze weigerde als halfjoodse bij de Nederlandsche Kultuurkamer dispensatie aan te vragen om te mogen blijven optreden.

### Oorlogsjaren
In mei 1940 pleegde Belinfantes broer Bob zelfmoord, waarschijnlijk uit angst voor vervolging. Ook zijn zwangere vrouw deed een poging, maar zij overleefde dit. Belinfante was erg ontdaan door het verlies van haar broer. Reeds in 1941 was ze actief in het verzet tegen de Duitse overheersing. Zij was lid van Groep 2000 en werkte van begin af aan voor de Persoonsbewijzencentrale. Daar hield zij zich bezig met onder meer het vervalsen van persoonsbewijzen en het ondersteunen van onderduikers, waarbij ze zich soms vermomde als man. Met Willem Arondéus, Gerrit van der Veen, Willem Sandberg en anderen bereidde ze de aanslag op het Amsterdams Bevolkingsregister op 27 maart 1943 voor. Toen diverse leden van haar verzetsgroep kort na de aanslag werden opgepakt, dook Belinfante onder. Later in 1943 wist ze na een moeizame tocht naar Zwitserland te ontkomen, waar ze in een vluchtelingenkamp in de omgeving van Lausanne verbleef. Ze startte onder de vluchtelingen een koor en kon zich later op voorspraak van Hermann Scherchen vestigen in Winterthur.

### Na de oorlog
Belinfante keerde kort na de oorlog terug naar Nederland, maar raakte gedesillusioneerd, mede doordat ze als vrouw niet aan het werk kwam als dirigent. Ze emigreerde in 1947 naar Californië. In Hollywood was ze werkzaam in een studio-orkest dat filmmuziek inspeelde. Ze bespeelde ook de viola da gamba in een ensemble voor oude muziek. Ze gaf daarnaast enige tijd les aan de Universiteit van Californië. Vanaf 1954 gaf ze leiding aan het Orange County Philharmonic Orchestra, waarmee ze als eerste vrouw ter wereld de vaste dirigente was van een professioneel orkest. In 1955 verwierf ze de Amerikaanse nationaliteit.
Het orkest werd in 1962 opgeheven en Belinfantes contract werd niet verlengd. Het bestuur gaf voor de concerten in Orange County de voorkeur aan het Los Angeles Philharmonic Orchestra onder Zubin Mehta. Ze dirigeerde daarna nog zeer sporadisch, maar bleef tot op hoge leeftijd actief als muziekpedagoge in Laguna Beach. In 1991 verhuisde ze naar Santa Fe in de staat New Mexico. In 1995 overleed Belinfante op 90-jarige leeftijd aan kanker.

## Nagedachtenis
- In 1998 kwam de documentaire ...maar ik was een meisje van regisseuse Toni Boumans uit. Hierin wordt het levensverhaal van Belinfante verteld door haarzelf, haar zus Renée, vriendinnen en leerlingen.[2]
- In 2016 werd het Belinfante Quartet opgericht, geïnspireerd door Frieda's toewijding om de grenzen van de klassieke muziek te verleggen. "Met haar naam eert het kwartet Frieda Belinfante, celliste en de eerste vrouwelijke dirigent in Europa. Haar oprechtheid, vastberadenheid en vurigheid, zowel in muziek als in andere aspecten van haar leven, vormen een grote bron van inspiratie".[3]
- In Amsterdam Nieuw-West zijn in mei 2016 zes bruggen vernoemd naar vrouwelijke verzetsstrijders, onder wie Belinfante.[4] De Frieda Belinfantebrug overspant een naamloze waterweg die loopt van het Gerbrandypark naar de zuidzijde van de Haarlemmerweg en is gelegen in de Burgemeester Vening Meineszlaan in de wijk Slotermeer
- Frieda is hoofdpersoon in de 16-delige hoorspelserie Geen noot is onschuldig (2017) door Toni Boumans (auteur), Peter te Nuyl (bewerking en regie) en AVROTROS (productie), met Jacqueline Blom (Frieda) en Krijn ter Braak (verteller).
- In oktober 2022, tijdens de Cello Biennale in het Muziekgebouw aan 't IJ in Amsterdam, ging het celloconcert Frieda's Reis van Kate Moore in première, geïnspireerd op haar leven.[5]
- In 2023 maakte Stephen Fry de Channel 4-documentaire Willem and Frieda: Defying the Nazis over de rol van Frieda en Willem Arondéus in het verzet.[6]
- In 2023 maakten celliste Oihana Aristizabal Puga en pianiste Lineke Lever samen met kunstenares Marieke Gaymans een vertelconcert Frieda! over Frieda Belinfante.[7]
- In mei 2024 ging de voorstelling Frieda Belinfante - een one woman musical in première in de Stopera in Amsterdam over het levensverhaal van Frieda Belinfante. Zij werd gespeeld door Esther Lindenbergh.[8]
- In juli 2025 ging de musical Willem & Frieda: Roze Verzet in première in DeLaMar in Amsterdam over Frieda Belinfante en Willem Arondéus als queer verzetshelden. De rol van Belinfante werd vertolkt door Kim van Zeben.[9]